# Улица 8 Марта (Иваново)
У́лица 8 Ма́рта — улица города Иваново. Располагается в Октябрьском районе. Начинается от Пограничного переулка, пересекается с улицей Калинина и идёт в восточном направлении к Шереметевскому проспекту.

## Происхождение названия
Первоначально в 1850-х годах получила название Ново-Иконниковская улица по названию располагавшейся здесь деревни Иконниково. Деревня существовала в XVII—XX веках, пока не вошла в 1917 году в состав Иваново-Вознесенска. Принадлежала одному из предков А. С. Пушкина. В 1899 году Ново-Иконниковская улица переименована в Гандуринскую по фамилии ивановских фабрикантов Гандуриных. В 1927 г. переименована в улицу 8 Марта в честь Международного женского дня.

## Архитектура
Основную часть застройки составляют пятиэтажные жилые дома советской планировки, строительство их началось 1960-е годы. По ассоциации с московским районом Новые Черёмушки ивановские улицы с подобной застройкой (Лежневская, Ташкентская, улица 8 Марта), где подобные дома составили целые кварталы, также получили неофициальное название «Черёмушки». На улице располагаются Ивановский государственный политехнический университет (ИВГПУ), ТРЦ «Серебряный город».

## Транспорт
Маршрутное такси: 30Б, 131.
Автобус: 45

## Галерея
- ТРЦ «Серебряный город»
- К перекрестку с Шереметевским проспектом